# Yardımlı (raion)
Yardımlı est un raion de l'Azerbaïdjan.

## Galerie

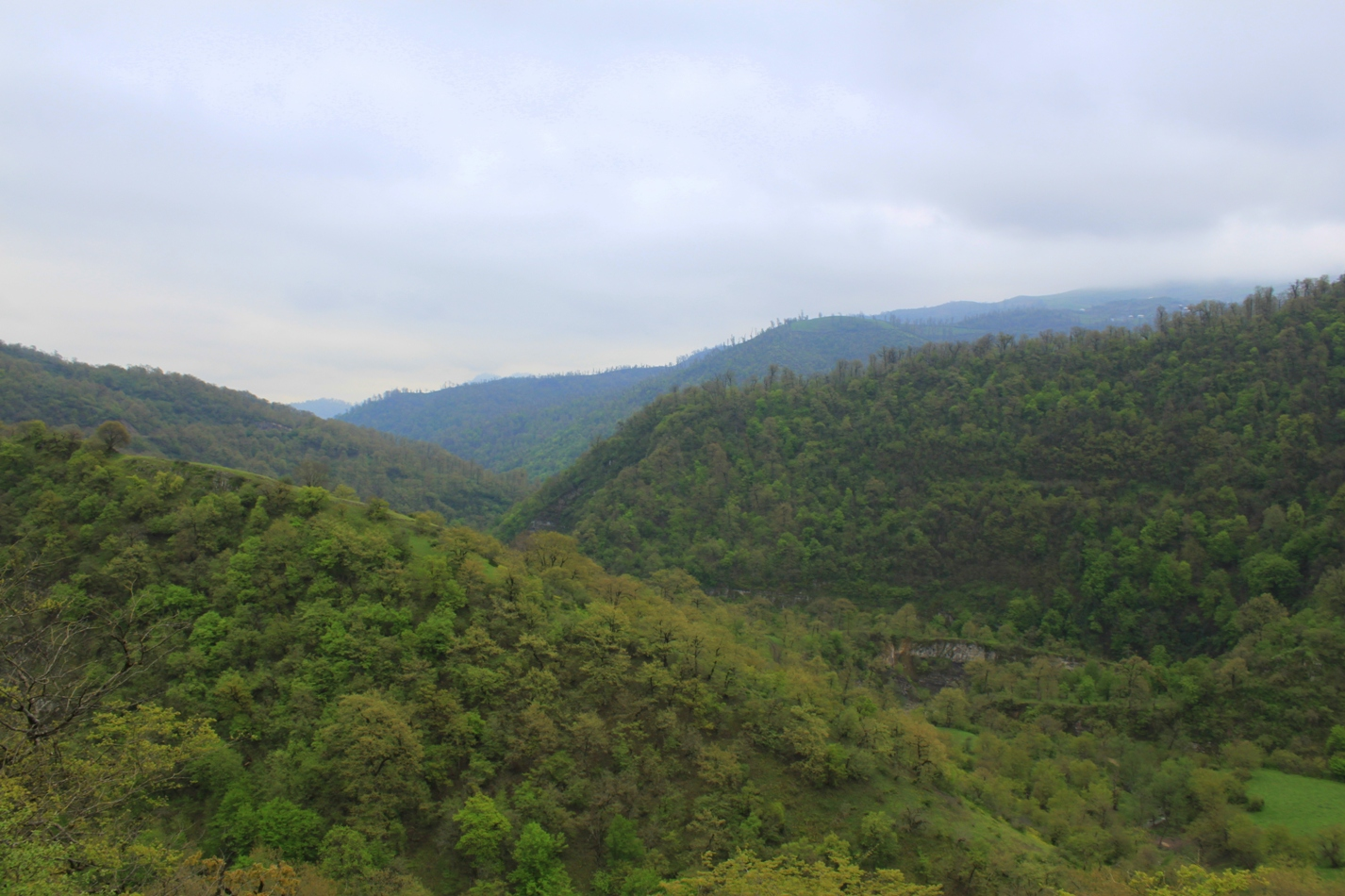
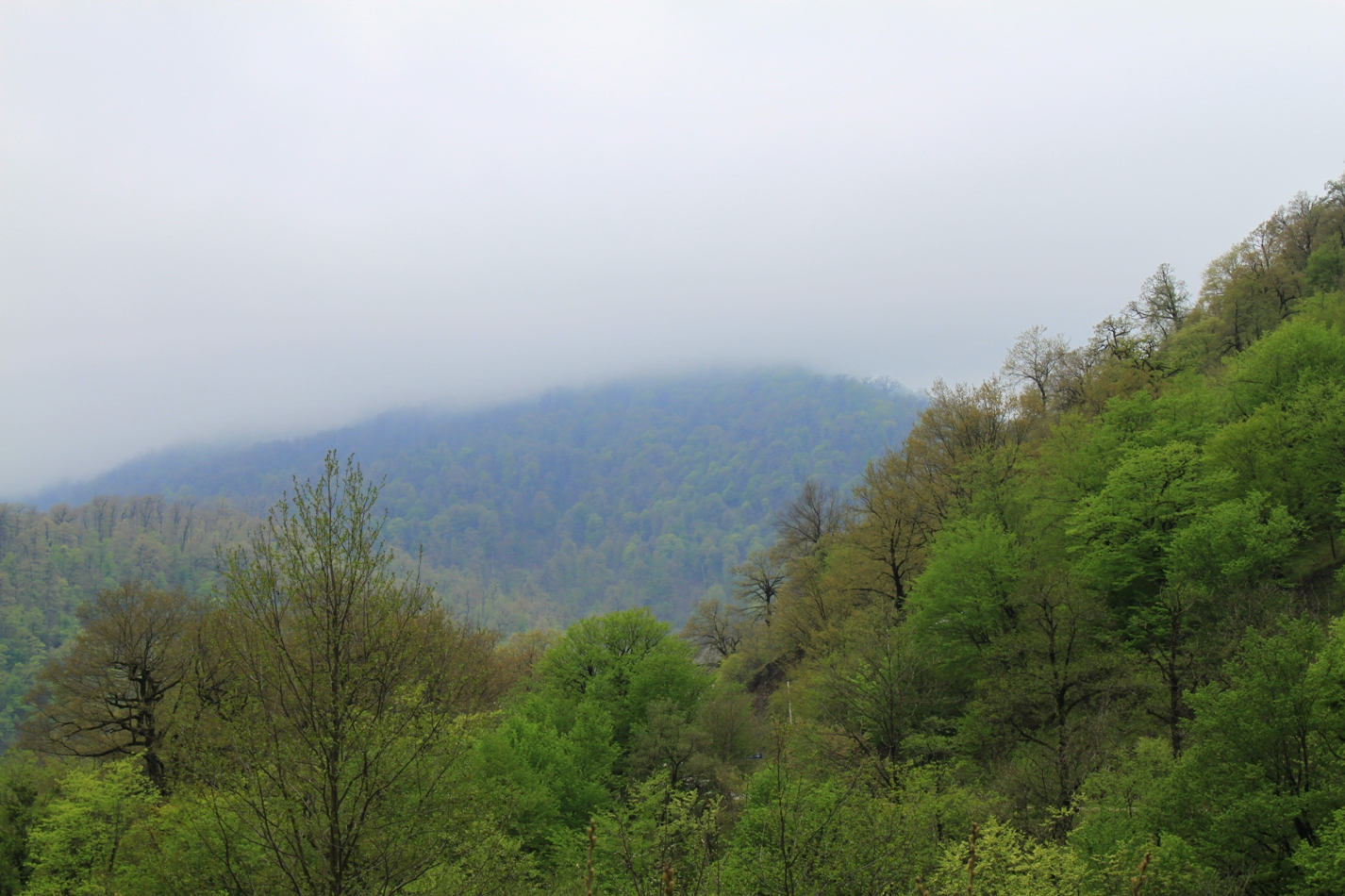
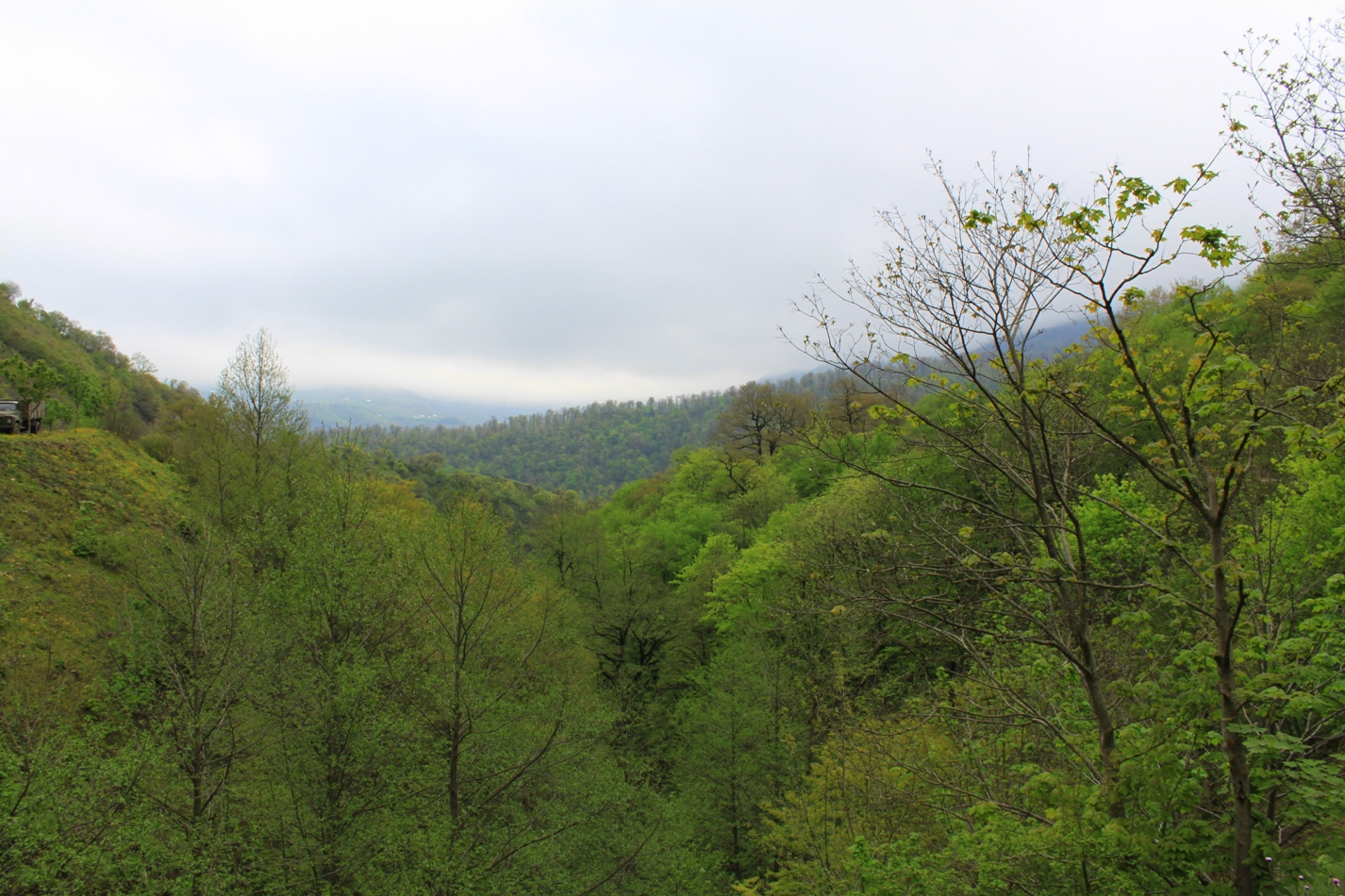
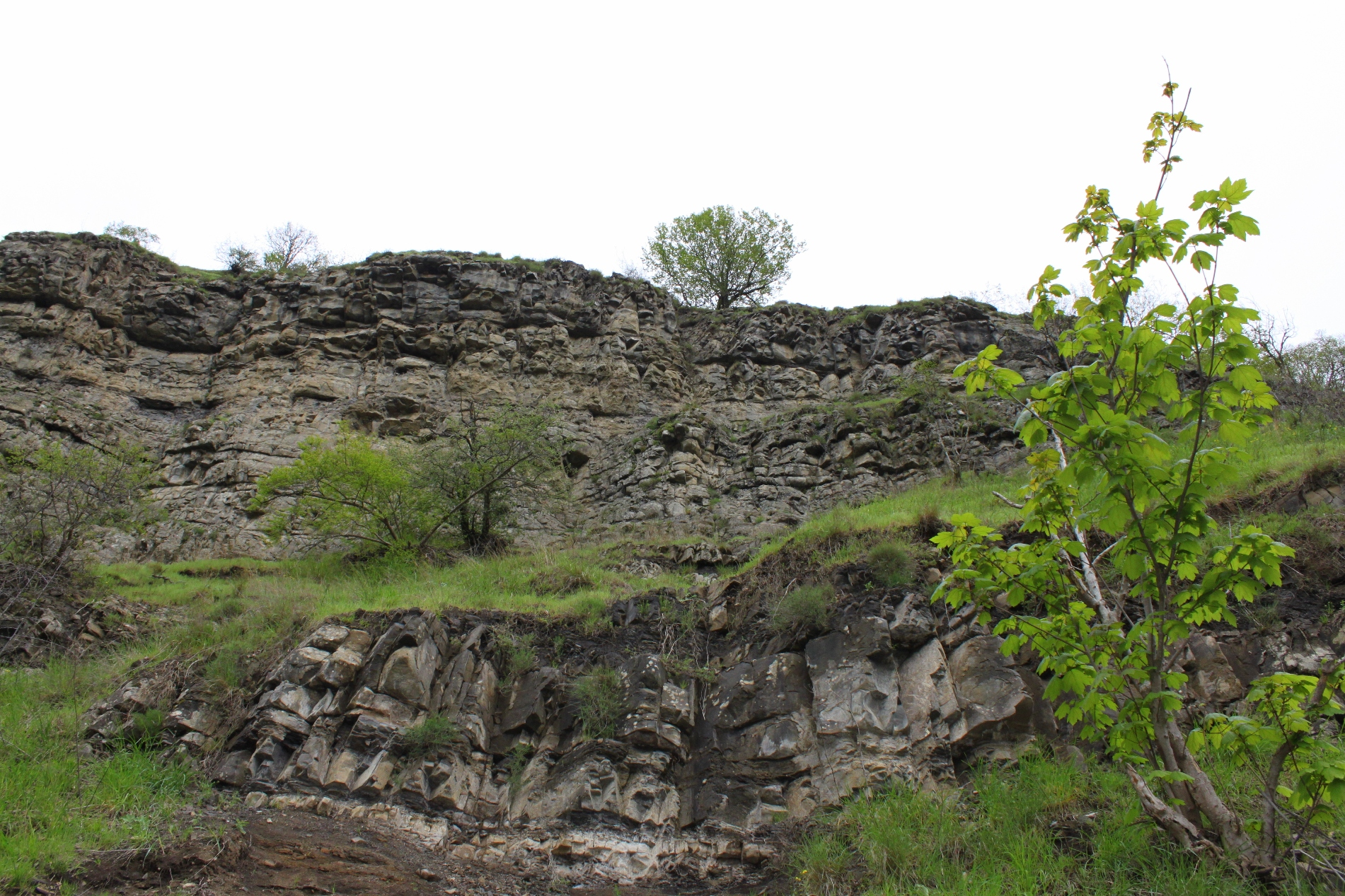
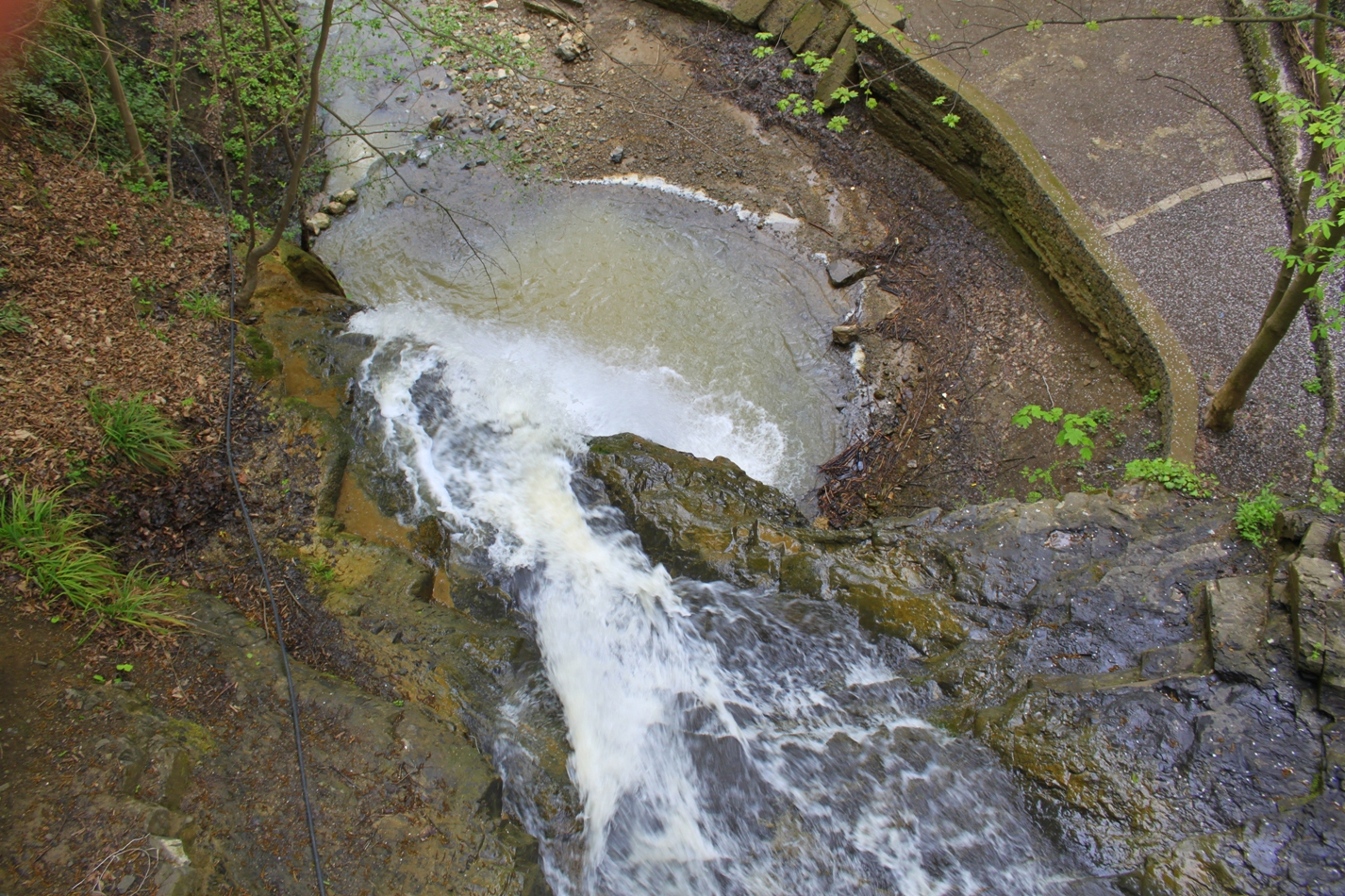
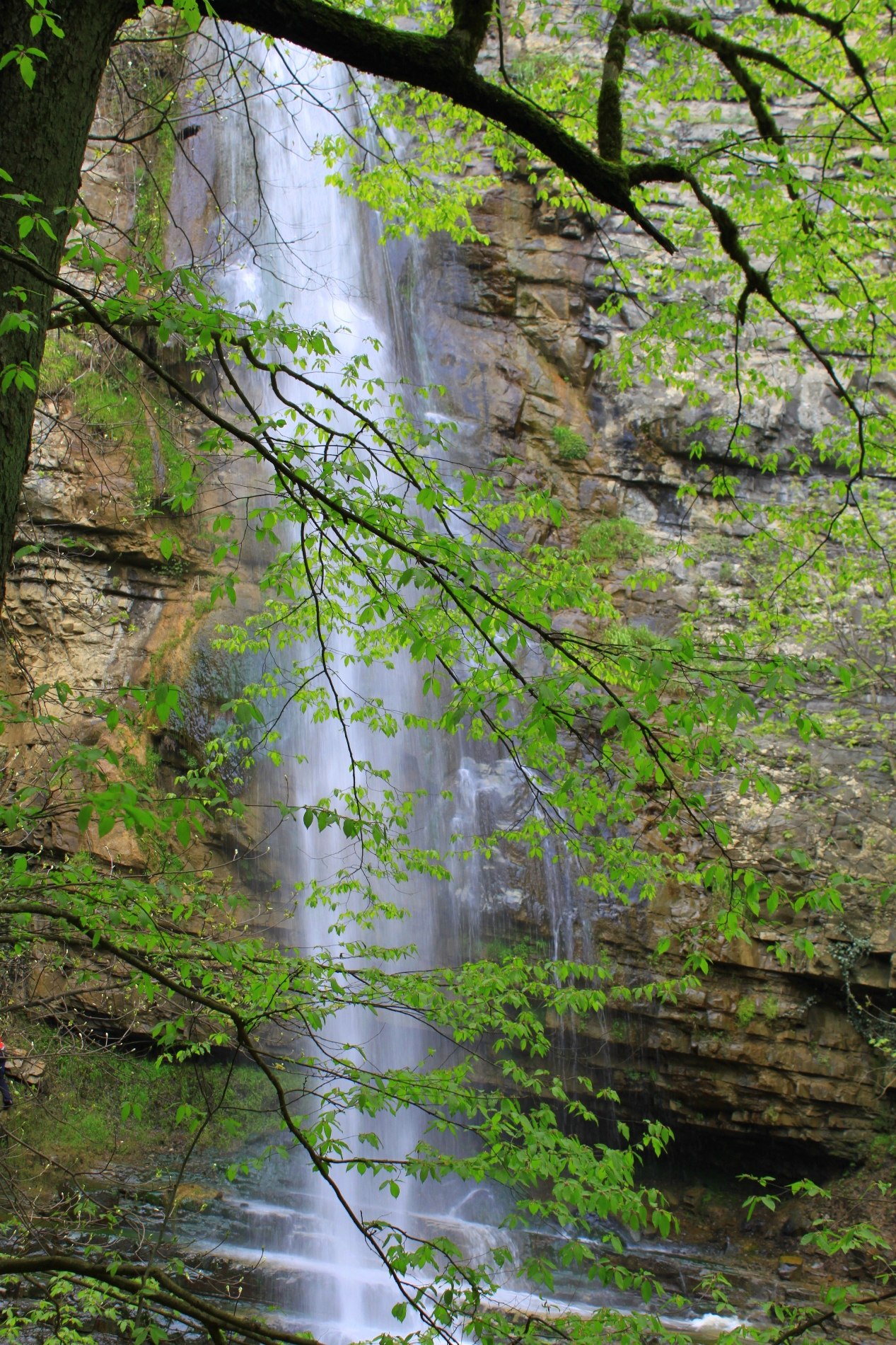
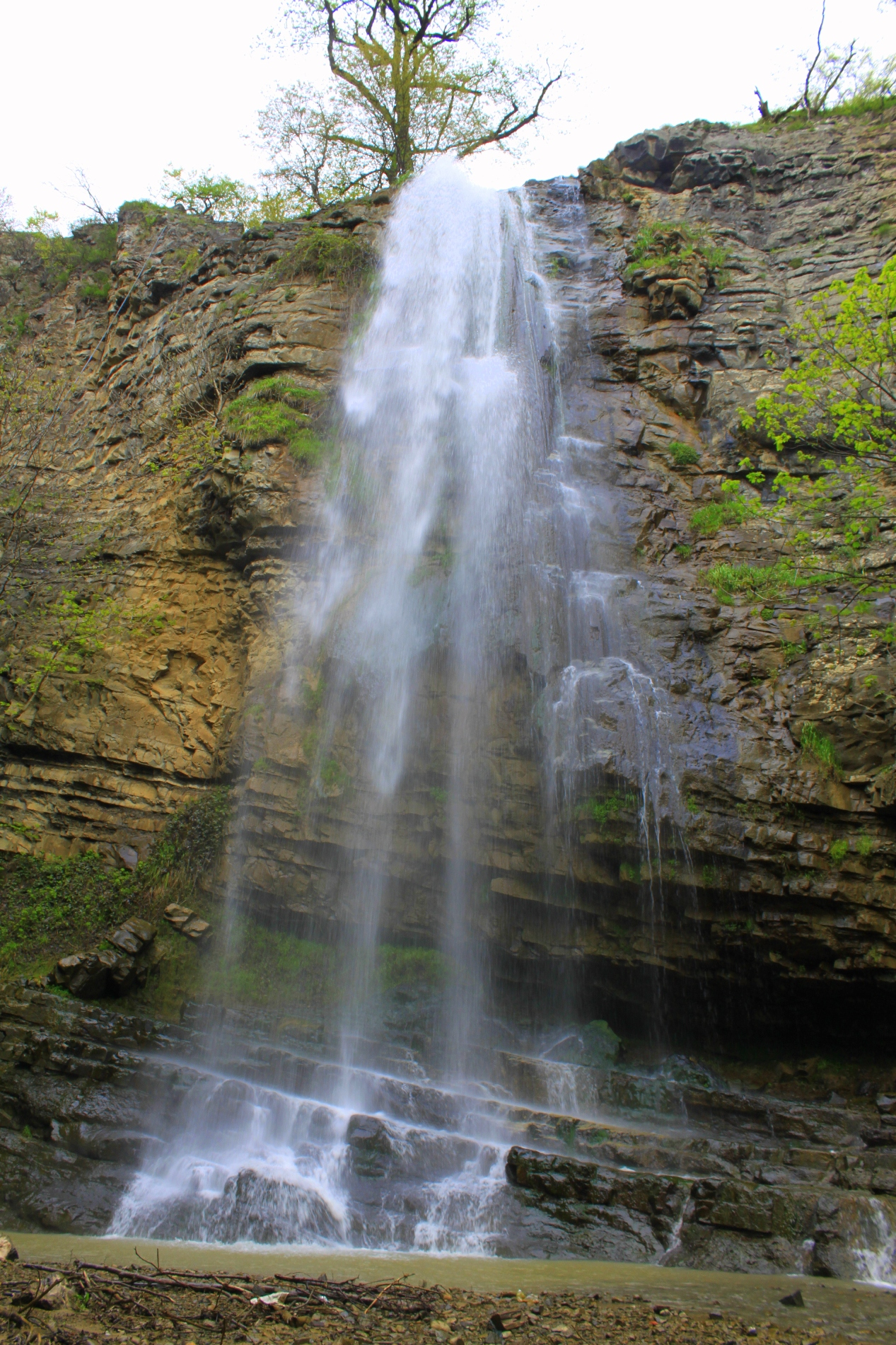
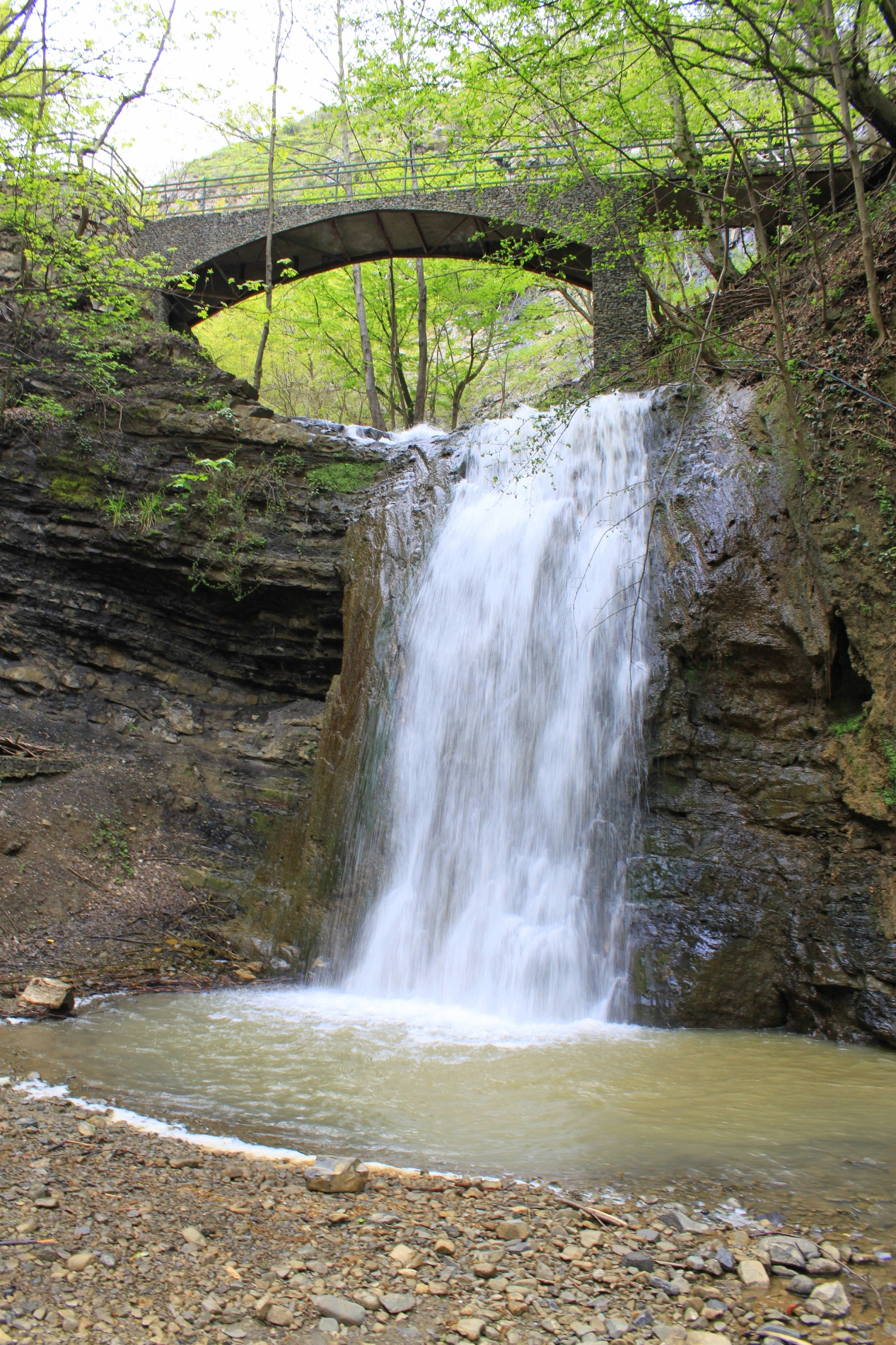